# Benoît d'Urbin
Benoît d'Urbin (Urbino, 13 septembre 1560 - Fossombrone, 30 avril 1625) est un prêtre capucin italien reconnu bienheureux par l'Église catholique.

## Biographie
Il naît le 13 septembre 1560 à Urbino, capitale du Duché d'Urbin, dans une famille de la noblesse. Devenu orphelin à sept ans, il est recueilli chez des tuteurs à Cagli. À dix-sept ans, il étudie à l'université de Pérouse et de Padoue. Le 28 mai 1582, il est diplômé in utroque jure (droit civil et droit canon). Sur la suggestion de membres de la famille qui rêvaient pour lui d'honneurs et de dignité, et sur la faveur du duc François Marie II della Rovere, va servir à Rome, auprès du cardinal Gian Girolamo Albani. Mais la cour ne convenant pas à ses aspirations, il se retire bientôt dans la maison paternelle de Fossombrone où, à la lecture de la Bible, il mûrit l’idée de devenir capucin.
Le provincial des Marches l'admet au noviciat de Fano, mais, en raison des fréquentes douleurs à l'estomac, les supérieurs décident de le renvoyer. Il implore la Vierge Marie de lui venir en aide et insiste auprès du ministre général de l'Ordre. Sa santé s'étant améliorée, il fait sa profession religieuse à la fin du mois de mai 1585 et prend le nom de frère Benoît. Il poursuit sa formation religieuse à Ancône et il est ordonné prêtre en 1590.
En 1597, l'empereur Rodolphe II et l'archevêque de Prague, Mgr Berka, ayant appris que les capucins œuvraient contre la propagation des idées de Luther dans d'autres nations, ils demandent à Clément VIII de lui en envoyer. Le pape ordonne au Père Girolamo da Castelferretti, ministre général de l'Ordre, d'envoyer en Bohême, avec saint Laurent de Brindes, commissaire chargé de l'expédition, douze frères pour la mission de conversion des hussites et luthériens. Benoît est choisi parmi eux mais revient dans sa province en 1602.
Il poursuit son ministère de prédication. Il est nommé plusieurs fois gardien dans différents couvents où il est également maître des novices. Sa journée commence par une ou deux heures de prière à l'église avant la prière commune du matin. Chaque jour, il récite le chapelet, le petit office de la Sainte Vierge, l’office du Saint-Esprit et de la Sainte-Croix, les psaumes pénitentiels, le chemin de croix et fait dans la journée des visites au saint Sacrement et à l'autel de la Madone. Il passe aussi beaucoup de temps à lire des ouvrages de spiritualité.
Il n'aime pas les grandes villes et prêche rarement à Pesaro (1612), Urbino (1519) et Gênes (1619), ses lieux de prédilection sont les villages cachés et humbles. Il n'écrit pas ses sermons et se limite à de brefs diagrammes sur des bouts de papier. Alors qu'il vit au couvent de Cagli, il reçoit l'ordre d'aller prêcher le Carême à Sassocorvaro. La prédication commence mais il doit l'arrêter. On le transporte d'abord au couvent d'Urbino puis dans celui de Fossombrone où il décède le 30 avril 1625. D'après ses biographes, juste avant sa mort il est réconforté par une apparition de saint Philippe Néri pour lequel il avait toujours eu une dévotion et de son corps émane une douce odeur de lis et de violette. Les fidèles se précipitent en masse vers sa dépouille car ils le considèrent déjà comme un saint et veulent obtenir une relique.
Pie IX le béatifie le 10 février 1867. Ses restes mortels sont conservés au couvent de Monte Sacro de Fossombrone.